# Струков, Михаил Михайлович
Михаил Михайлович Струков (Michael Stroukoff) (10 февраля (29 января) 1883 — 22 декабря 1973) — американский архитектор, дизайнер, авиаконструктор русского происхождения, создатель военно-транспортного самолёта Fairchild C-123 Provider.

## Биография
Родился в городе Екатеринослав, Российская империя. (теперь Днепр, Украина), в семье предводителя губернского дворянства. Учился в гимназии, кадетском корпусе, окончил в 1908 году Киевский политехнический институт по специальности инженер-строитель. Принимал участие в Первой мировой войне, стал капитаном кавалерии и получил орден святого Георгия IV степени, участвовал в белогвардейском движении. Эмигрировал из России после поражения Белой армии, с 1921 года жил в Китае, а в 1923 году эмигрировал в США. С 1920-х увлекся созданием планеров.

## Карьера в США
После эмиграции Михаил Струков был дизайнером и архитектором, участвовал в строительстве церквей, театров, мостов, железных дорог, занимался дизайном интерьеров крупных универсальных магазинов. В 1938 году получил американское гражданство. 
В 1943 году основал компанию Chase Aircraft и стал её главным инженером и президентом. Его заместителем был Михаил Леонтьевич Григорашвили. Компания занималась проектированием и создание планеров. Первый контракт компания заключила с ВВС США, на разработку 16-местного деревянного планера XCG-14 для высадки штурмового десанта.
Первый полёт XCG-14 прошёл в 1945 году. На его основе Струков создаёт новый планер — CG-18, который отличается следующими характеристиками:
- Металлическая конструкция.
- Шасси на земле подтягивалось для того, чтобы пол грузовой кабины находился максимально близко к земле.
- Грузовой отсек стал более вместительным и был рассчитан на 35 человек.
- В испытании выдерживал скорость свыше 440 км/ч.

В 1946 году компания Струкова получила заказ на производство 7 таких планеров, приступила к строительству легких десантных транспортных самолетов, в том числе с поршневыми, а позднее и турбореактивными двигателями и увеличенной грузоподъемностью, продолжая одновременно создавать новые типы планеров. После войны необходимость в штурмовых планерах исчезла, и Струков модифицировал свои модели. На CG-18 устанавливали два двигателя воздушного охлаждения Pratt&Whitney R-2000-11, мощность которых составляла 1100 лошадиных, а позднее Wright R-1820-101 мощностью по 1425 л.с. сил. Таким образом планеры трансформировались в военно-транспортные самолёты YC-122 Avitruck, состоявшие на вооружении ВВС США вплоть до 1957 года

### Создание C-123 Provider
Другая модель, разработанная Струковым, XG-20, оказалась намного более известна, чем предыдущие транспортные планеры. Моторизованная версия этого планера называлась C-123. Его кабина была рассчитана на 60 десантников в полном вооружении, транспортировку грузов. Отличия модели:
- Другие очертания фюзеляжа, более обтекаемые и аэродинамические по сравнению с прототипом.
- Упрочнённая носовая часть.
- Дюралюминиевая обшивка.
- Рампа в хвостовой части.
- Поршневые двигатели Pratt & Whitney R-2800-99W мощностью в 2300 л. с
- Максимальная скорость — 392 км/ч.
- Дальность полёта — 200 км.
- Возможность взлетать с грунтовых аэродромов.

Максимальная взлётная масса — 31750 кг, для буксировки взлётную массу уменьшали до 13600 кг. Чтобы успешно выполнить крупные заказы на C-123, контракт был передан в субподряд компании Kaiser-Frazer и Струков работал с Генри Кайзером, который владел авиационным заводом в Мичигане. Компания Кайзера приобрела 49% акций Chase Aircraft. Из-за обвинения Кайзера в коррупции и завышении цен, контракт на изготовление самолётов был отозван и заказ на производство C-123 получила компания Fairchild. Она выпустила около 300 самолётов Fairchild C-123 Provider и все они состояли на вооружении американской армии, применялись во время войны во Вьетнаме. Благодаря выполнению этого заказа, Fairchild Aircrafts стала популярной. Кайзер же полностью выкупил Chase Aircraft и распустил компанию Струкова.
Судьба созданного Струковым самолёта была долгой и интересной. Некоторые C-123 и по сей день используются в Южной Корее, Филиппинах, Таиланде, Тайване. Самолёт можно увидеть в фильмах Air America и Operation Dumbo Drop.

### Карьера после 1951 года
От своих бывших партнёров авиаконструктор всё же смог добиться компенсации в размере 2 миллионов долларов. Он стремился улучшить свой C-123. В 1951 году Струков провёл испытания реактивного варианта обновлённой модели, ХС-123А. Это первый военно-транспортный реактивный самолёт США. Скорость его превышала 800 км/ч, однако расход топлива и снижение взлётных и посадочных характеристик стали важными факторами и заказов на эту реактивную модель не было.
Михаил Струков основал новую компанию, Stroukoff Aircraft Corporation, чтобы работать над новыми версиями С-123, в частности, модифицировать до версии YC-134. Это был самый большой самолёт Струкова, его вес достигал 41 тонну. Но ни одна из разработанных им моделей так и не была запущена в производство и в 1959 году его компания закрылась, в том числе, из-за конкуренции с фирмой Локхид, концерном, который сотрудничал с ВВС США.
Среди разработок Струкова также числится запатентованное вспомогательное понтоноподобное шасси Pantobase, созданное для универсальной посадки — на землю, лёд и воду.
После закрытия фирмы Струков уничтожил все свои разработки и чертежи и продолжил работу проектировщика-архитектора, консультировал в Массачусетском технологическом институте.

## Личная жизнь
Был женат на Ларисе Струковой (1893 г.р.). В 1955 году, в память о супруге, Михаил Струков учредил приз для молодых пилотов, чьи показатели скорости на лётном конкурсе в США были лучшими.
Дети: дочь Анна, сын Оли (1933 г.р.), Михаил (1923 г.р.).
Скончался в возрасте 90 лет, 22 декабря 1974 года, в Трентоне, штат Нью-Джерси. Похоронен на кладбище Вудлон, Бронкс.